# Skyways

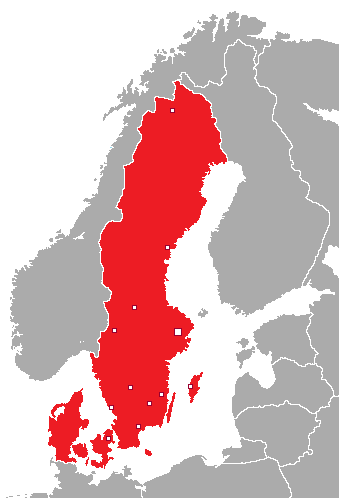
Skyways destinationer.

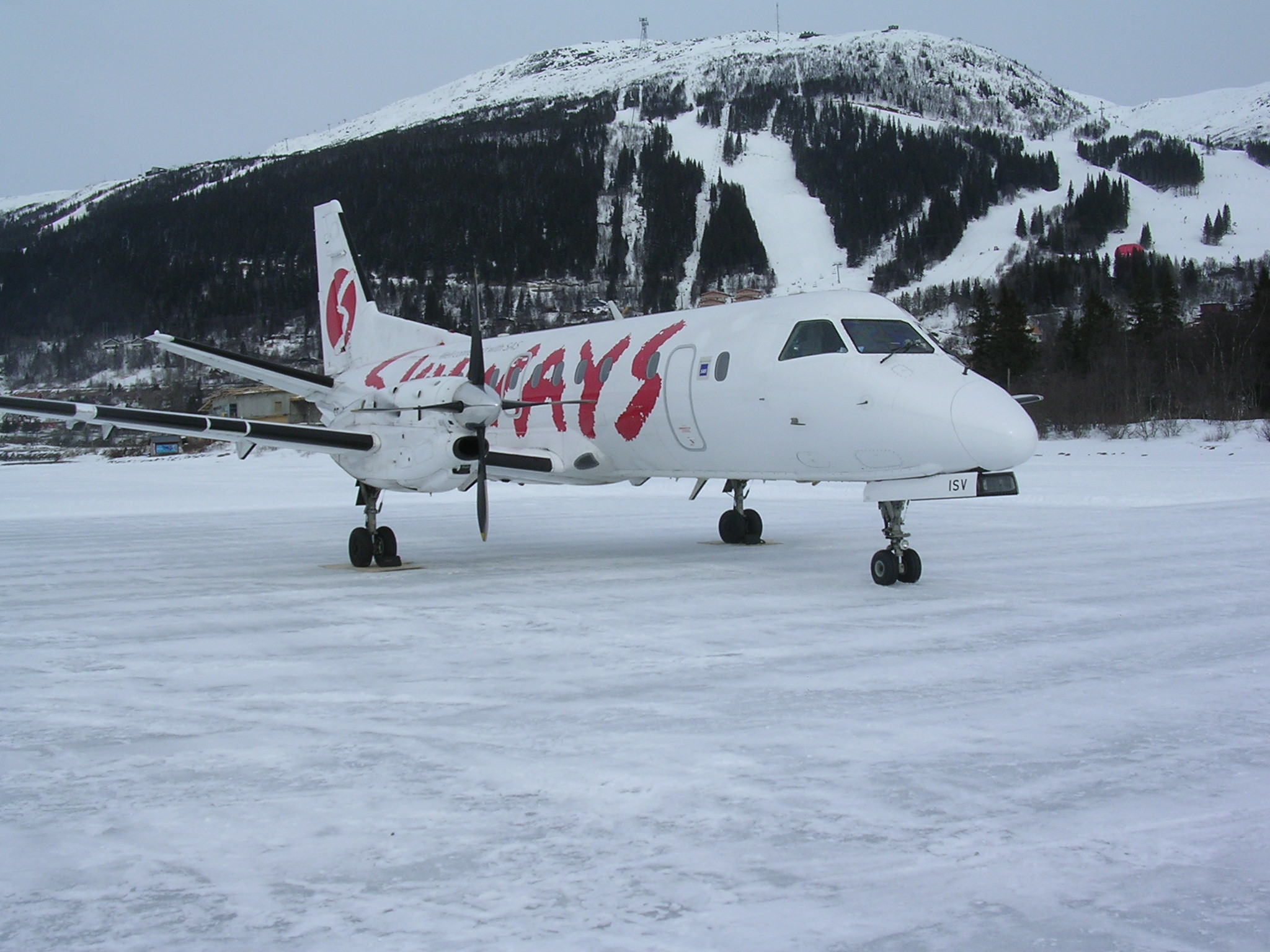
Skyways SAAB 340A på Åresjön.

Skyways var en svensk flygresearrangör. Huvudnavet var Arlanda varifrån de flög till 10 destinationer. År 2005 flög 900 000 resenärer med Skyways, som samma år omsatte nära 1,3 miljarder SEK. Skyways flygningar utfördes av Avia Express, Avitrans och av Direktflyg. Den 21 maj 2012 begärdes Skyways i konkurs och alla flygningar ställdes in.

## Historia
Skyways föddes när de små regionala flygföretagen Salair och Avia slogs ihop. Det sammanslagna bolaget tog 1993 namnet Skyways, samtidigt som Salénia tog över hela ägaransvaret för bolaget. Familjen Salén ägde då hela bolaget. Bolaget sålde i november 2009 det dotterbolag som bedrev den operativa verksamheten för att Skyways helt skulle kunna fokusera på biljettförsäljning, marknadsföring och varumärket. Skyways såldes i december 2010 till den ukrainska miljardären Ihor Kolomojskyjs bolag Manswell Enterprise. Ihor Kolomojskyj planerade att skapa ett nytt nordeuropeisk flygbolag innefattande bland annat danska Cimber Sterling.  Skyways köpte i april 2011 City Airline och 30 november 2011 gick bolagen samman under det gemensamma varumärket Skyways. Under maj 2012 gick först Cimber och senare även Skyways och City Airline i konkurs.

## Destinationer
- Danmark
  - Köpenhamn - Kastrups flygplats
- Lettland
  - Riga - Rigas internationella flygplats
- Litauen
  - Vilnius - Vilnius internationella flygplats
- Norge
  - Bergen - Bergen flygplats, Flesland
  - Røros - Røros flygplats [säsong]
  - Stavanger - Stavanger flygplats, Sola
  - Trondheim - Trondheim flygplats, Værnes
- Sverige
  - Borlänge - Dala Airport
  - Gällivare - Lapland Airport
  - Göteborg - Göteborg-Landvetters flygplats
  - Halmstad - Halmstads flygplats
  - Jönköping - Jönköping Airport
  - Karlstad - Karlstad Airport
  - Kristianstad - Kristianstad Airport
  - Oskarshamn - Oskarshamns flygplats
  - Skellefteå - Skellefteå Airport
  - Stockholm - Stockholm-Arlanda flygplats
  - Sundsvall - Sundsvall-Härnösands flygplats
  - Trollhättan - Trollhättan-Vänersborgs flygplats
  - Visby - Visby flygplats
  - Växjö - Smaland Airport
  - Örnsköldsvik - Örnsköldsviks flygplats
- Storbritannien
  - Birmingham - Birmingham International Airport
  - Manchester - Manchester Airport
- Tyskland
  - Berlin - Berlin-Tegels flygplats

## Flotta
Så här såg Skyways flotta ur den 4 mars 2011: